# Lista de Membros Correspondentes da Academia Brasileira de Ciências Empossados em 1987
Esta lista contém os nomes dos membros correspondentes da Academia Brasileira de Ciências empossados em 1987. 
| Imagem | Nome                         | Datas de nascimento e falecimento          | Local de nascimento                       | Área de especialização | Alma mater                          | Data de posse          | Conhecido por | Referências |
| ------ | ---------------------------- | ------------------------------------------ | ----------------------------------------- | ---------------------- | ----------------------------------- | ---------------------- | ------------- | ----------- |
|        | Héctor Nicolás Seuánez Abreu | 15 de março de 1947 20 de agosto de 2021   | Montevidéu, Uruguai                       | Ciências Biológicas    | Universidade de Gonzaga, EUA        | 17 de dezembro de 1987 |               | [ 2 ] [ 3 ] |
|        | Hermenegildo Carbajal Aced   | 07 de agosto de 1926                       |                                           | Ciências da Terra      |                                     | 17 de dezembro de 1987 |               | [ 4 ]       |
|        | Ivan Kupka                   | 03 de novembro de 1937                     |                                           | Ciências Matemáticas   |                                     | 17 de dezembro de 1987 |               | [ 5 ]       |
|        | Rosa Muchnik de Lederkremer  | 12 de janeiro de 1932                      | Buenos Aires, Argentina                   | Ciências Químicas      |                                     | 17 de dezembro de 1987 |               | [ 6 ]       |
|        | Wolf Engels                  | 01 de março de 1935 18 de dezembro de 2021 | Halle (Saale), Alemanha Tubinga, Alemanha | Ciências Biológicas    | Eberhard Karls Universität Tübingen | 17 de dezembro de 1987 |               | [ 7 ] [ 8 ] |